# Refugee
Refugee var ett brittiskt progressivt rockband som släppte et enda självbetitlad album 1974 på etiketten Charisma. De är än idag ouppmärksammade trots den mycket finslipade musik de skapade.
De är intressanta för progressiva lyssnare som uppskattar Yes musik eftersom man kan dra ett antal paralleller till dem, framförallt till albumet Relayer.
Med i bandet var Lee Jackson (basgitarr) och Brian Davidson (trummor) samt Patrick Moraz (keyboard); när den senare fick anbudet att provspela för Yes och sedan blev medlem där, upplöstes i praktiken Refugee. Moraz har senare kommenterat att deras skivbolag inte tycktes förstå vad gruppen höll på med ("they wanted to bill us as the new Nice in America") och att Yes var ett viktigt steg i hans karriär (intervju i Keyboard (US), maj 1991).
Musiken har kraftiga klassiska influenser, och därmed kan även paralleller till The Nice
göras, även om de får sägas vara svaga eftersom ljudbilden är av helt annan kvalitet, och domineras av Morazs moogsynthar. Den klassiska inspirationen hämtas dessutom till större delen från andra epoker än i The Nice.

## Diskografi
Studioalbum
- Refugee (1974)

Livealbum
- Live In Concert - Newcastle City Hall 1974 (2007)